# Locus (psicología)
El lugar de control o locus de control (LC) es un término psicológico que hace referencia a la percepción que tiene una persona acerca de dónde se localiza el agente causal de los acontecimientos de su vida cotidiana. Es el grado en que un sujeto percibe que el origen de eventos, conductas y de su propio comportamiento es interno o externo a él.

## Descripción
Es una variable que representa la atribución que una persona lleva a cabo sobre si el esfuerzo que realiza es o no contingente a su conducta. No se refiere a la correlación real entre conducta y acontecimiento: la atribución puede o no corresponderse con la realidad, pero lo que cuenta de cara a las expectativas que hace que se despierte en la persona sobre sus posibilidades para influir en el curso de los acontecimientos, es precisamente esa percepción subjetiva. 
Se trata de un factor incluido dentro de los estilos atribucionales, y es una variable continua: la persona puede percibir determinados éxitos o fracasos como resultado de factores internos, como son el esfuerzo personal, la valía, las propias habilidades o la inteligencia, etc., o externos, como la elevada dificultad de la tarea, el azar, la acción de otras personas, etc. Esto está relacionado con el grado de control que percibe sobre los acontecimientos, si puede cambiarlos o no, y por supuesto, incide sobre la autoimagen en términos de autocompetencia, y por tanto, influye en la autoestima.

## Como rasgo de personalidad
El LC es un rasgo de personalidad propuesto a partir de la teoría del aprendizaje social por Julian B. Rotter y Ray C. Mulry en 1965, posteriormente reformulado por Rotter en 1966.
Después de los trabajos de Rotter el concepto de locus de control ha sido refinado por Delroy L. Paulhus. En lugar de tratar el LC como un rasgo unidimensional de la personalidad, este autor analiza su presencia en tres áreas principales de la vida: los logros personales, las relaciones interpersonales y el mundo sociopolítico.

## Tipos
Los dos extremos de locus de control son interno y externo, según las siguientes definiciones:   
- Locus de control interno: percepción del sujeto de que los eventos ocurren principalmente como efecto de sus propias acciones, es decir, la percepción de que él mismo controla su vida. Tal persona valora positivamente el esfuerzo, la habilidad y responsabilidad personal.

- Locus de control externo: percepción del sujeto de que los eventos ocurren como resultado del azar, el destino, la suerte o el poder y decisiones de otros. Así, el LC externo es la percepción de que los eventos no tienen relación con el propio desempeño, es decir, que los eventos no pueden ser controlados por esfuerzo y dedicación propia. Tal persona se caracteriza por atribuir méritos y responsabilidades principalmente a otras personas.

## Evaluación
La evaluación del Locus de Control, es "una medición de la capacidad de control y autocontrol, hasta qué punto los sujetos logran controlarse ante eventos sociales o de lo contrario cómo son influenciados por estos en su actuar."
Para evaluar el lugar de control se puede utilizar procedimientos de respuesta abierta y procedimientos estructurados. 
En los primeros (procedimientos de respuesta abierta) se trata de formular al niño preguntas y darle libertad para expresarse. Las cuestiones formuladas versarán sobre las causas a las que atribuye determinados sucesos (por ejemplo, suspender o aprobar un examen, fallar o realizar con éxito un ejercicio, ganar o perder un juego, etc.). No se tratará solo de sucesos negativos. Posteriormente, estas respuestas pueden clasificarse dentro de un cuadro de doble entrada, dependiendo de si el locus de control reside en el mismo sujeto o lo atribuye a factores fuera de su voluntad. Obsérvese que la simple adscripción a un factor externo no tiene por qué referirse a falta de control; puede que el niño argumente que ha suspendido un examen por la elevada dificultad de este, pero está dispuesto a remediar la situación la próxima vez. Una respuesta de este tipo habría que situarla en la columna de locus interno.
Entre los segundos (procedimientos estructurados) existen diversas pruebas para evaluar los estilos atributivos, pruebas que además del locus de control evalúan otras dimensiones, como las Escalas de Lugar de Control en Situaciones Académicas y en Situaciones Interpersonales para niños y adolescentes, específicamente elaboradas por Godoy y colaboradores para valorar la dimensión que nos ocupa. Se puede aplicar a niños y jóvenes entre 8 a 18 años.
Después de las experiencias de vida positivas, las personas suelen desarrollar un LC más interno. Después de las experiencias de vida negativas, las personas tienden a desarrollar un LC más externo. Las personas con un LC más externo tienen más probabilidades de tener síntomas de ansiedad y depresión y desarrollar tales síntomas en el futuro.